# Cadillac Fleetwood
Cadillac Fleetwood – samochód osobowy klasy luksusowej produkowany pod amerykańską marką Cadillac w latach 1985 – 1996.

## Pierwsza generacja

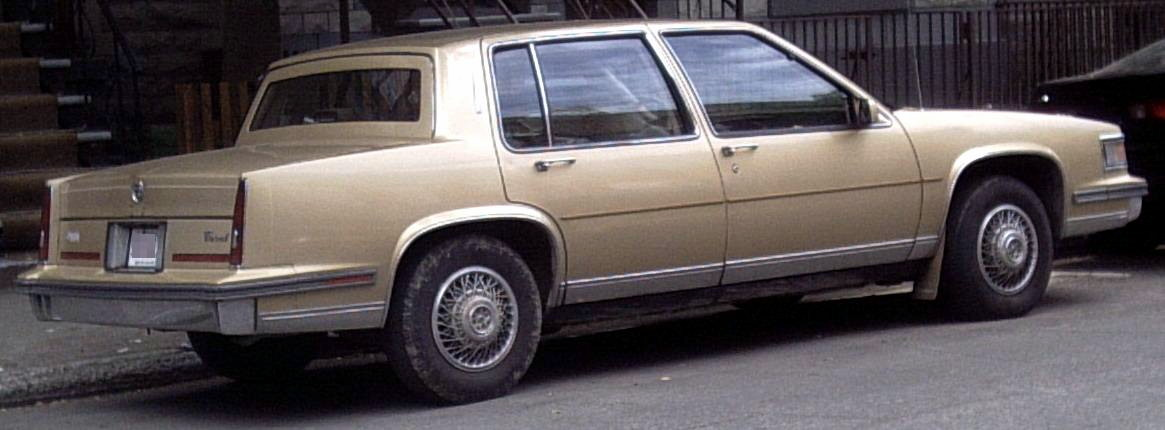
Cadillac Fleetwood I - tył

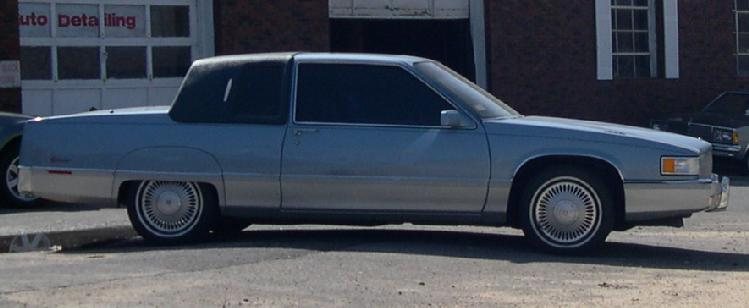
Cadillac Fleetwood I Coupe

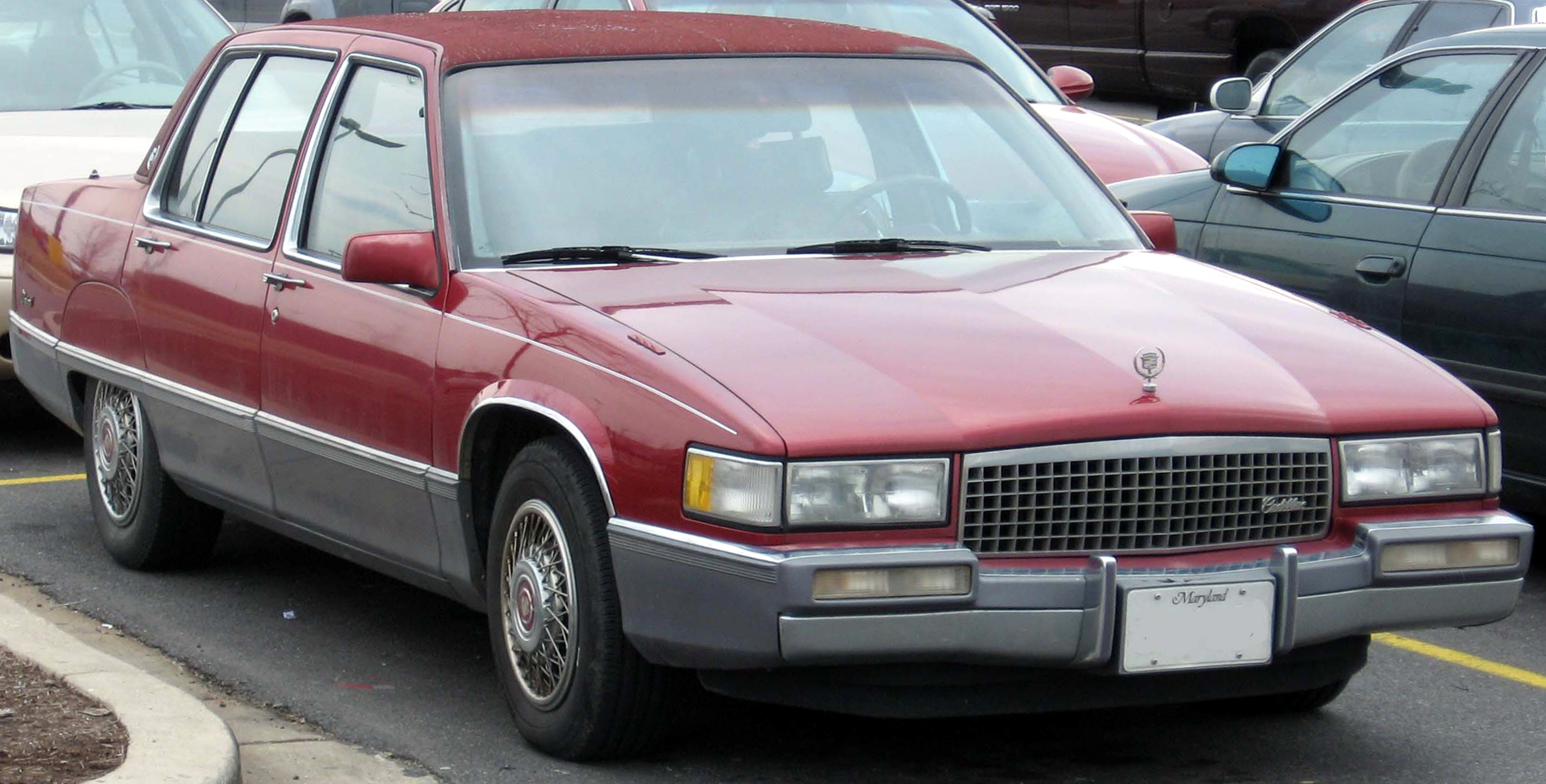
Cadillac Fleetwood I po liftingu

Cadillac Fleetwood I został zaprezentowany po raz pierwszy w 1985 roku.
W 1985 roku Cadillac podjął decyzję o użyciu po raz pierwszy nazwy Fleetwood dla samodzielnego modelu. Wcześniej, od lat 40. XX wieku funkcjonowała ona jako określenie wariantu wyposażenia głównie dla modeli Sixty Special i Series 70. Pierwsza generacja modelu Fleetwood została zbudowana platformie C-body i pełniła funkcję modelu pośredniego w stosunku do bliźniaczych konstrukcji w ówczesnej ofercie Cadillaka - Fleetwood był bardziej luksusową wariacją modelu DeVille, lecz tańszą i bardziej przystępną alternatywą dla limuzyny Fleetwood Brougham oraz jeszcze droższego Series 70. Oferta nadwoziowa składała się zarówno z 4-drzwiowego sedana, jak i 2-drzwiowego coupe.

### Lifting
W 1989 roku Cadillac przeprowadził modernizację Fleetwooda I, w ramach której - podobnie jak pokrewne konstrukcje - samochód zyskał przestylizowany pas przedni i tylny. Zmienił się kształt oświetlenia oraz zderzaków. 

### Silniki
- V6 4.3l LS2
- V8 4.1l HT-4100
- V8 4.5l HT-4500
- V8 4.9l HT-4900

## Druga generacja

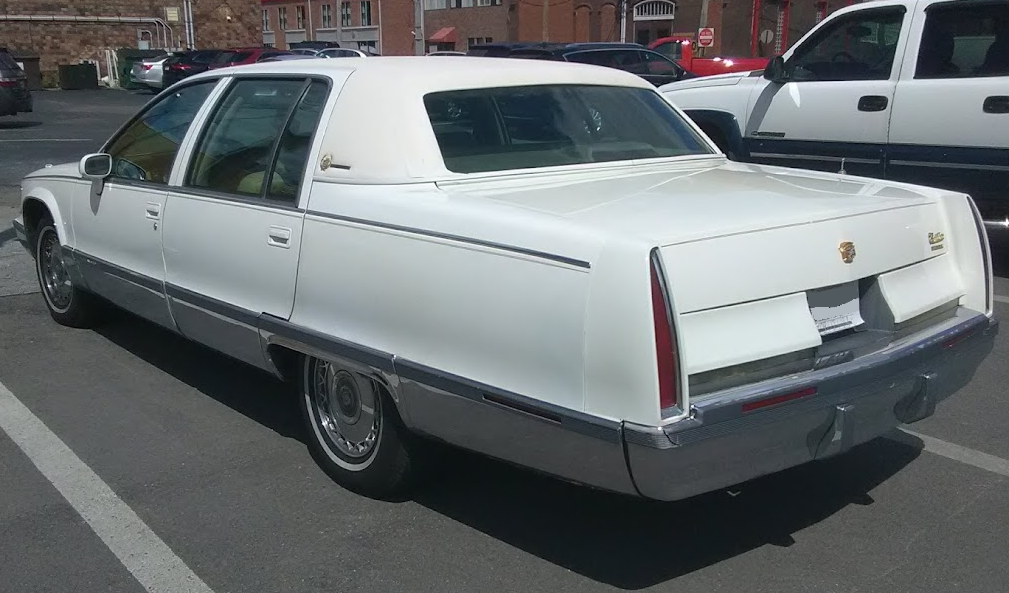
Cadillac Fleetwood II - tył

Cadillac Fleetwood II został zaprezentowany po raz pierwszy w 1992 roku.
Pod koniec 1992 roku Cadillac zaprezentował drugą generację Fleetwooda, która podobnie jak poprzednik została zbudowana na nowej platformie D-body. Koncern General Motors oparł na niej zarówno kolejne wcielenie bliźniaczej konstrukcji DeVille, jak i modeli Buicka, Chevroleta i Oldsmobile. Cadillac Fleetwood II zyskał bardziej zaokrąglone proporcje, większe reflektory i dłuższe, przestronniejsze nadwozie. Gamę nadwoziową okrojono tylko do 4-drzwiowej limuzyny. 
Po zakończeniu produkcji w 1996 roku, następcą Fleetwooda stała się ostatnia, ósma generacja modelu DeVille przedstawiona w 1999 roku, 6 lat później przemianowana na DTS.

### Silniki
- V8 5.7l L05
- V8 5.7l LT1